# 梅赛德斯-奔驰SLS AMG
梅赛德斯-奔驰SLS AMG，代号C197(敞篷版代号R197)。是一款前置后驱,双人座位，限量生產的超級跑車，由德国汽车制造商梅赛德斯-奔驰的梅赛德斯-AMG開發，并在大卫·库特哈德的协助下完成。其前身为2003年与迈凯伦合作开发的SLR McLaren, 并被梅赛德斯-奔驰描述为梅赛德斯-奔驰300 SL鸥翼车门的精神续作，主要因为其设计灵感来源于后者。SLS的全称是“Super Leicht Sport”。

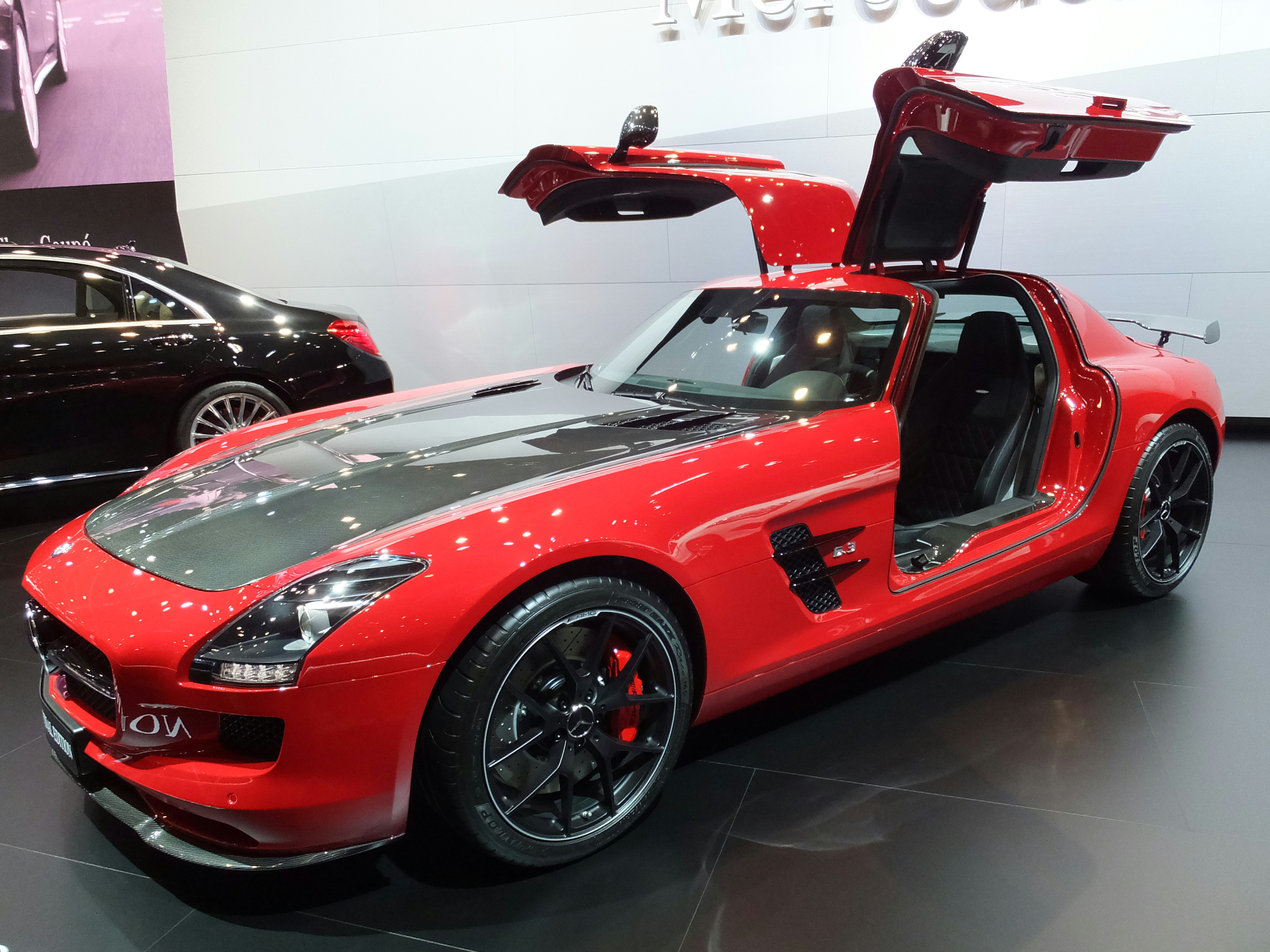
Mercedes-Benz, SLS AMG GT

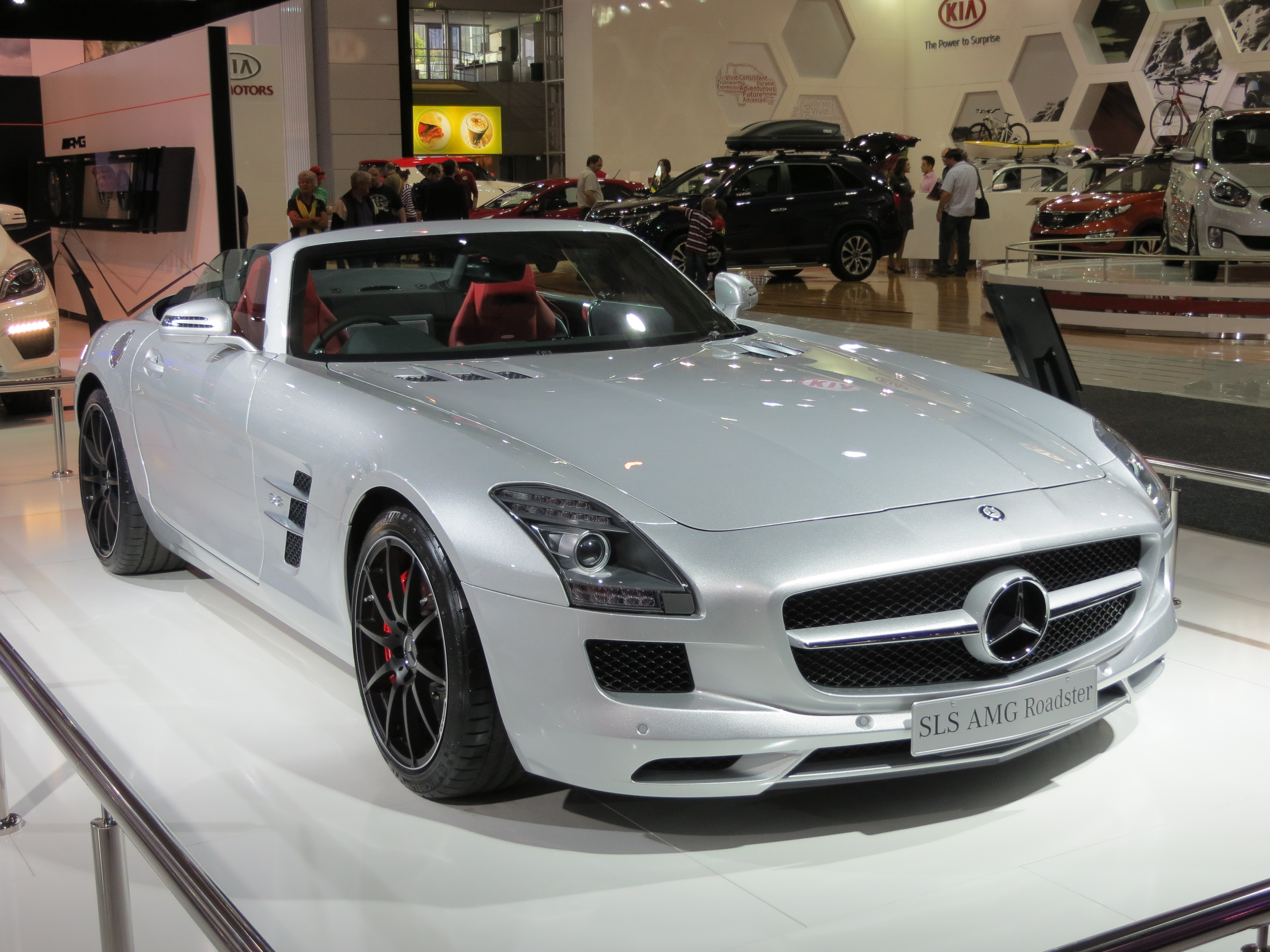
Mercedes-Benz, SLS Roadster

SLS AMG首秀2009年的法蘭克福車展，外型致敬了1954年上市的300SL，包括一對鷗翼車門，前中置引擎，后轮驱动。搭载6.2升V8自然吸氣引擎（代号M159），可產生571匹最大馬力及650牛米的峰值扭矩，变速箱则是AMG自主研发的“SpeedShift”7速雙離合自動變速箱，百公里加速只需3.8秒，最高时速為317公里。
SLS AMG自2010年開始在歐洲及亞洲發售，2011年開始在美國發售。2014年停产。賽車遊戲《GT赛车5》的封面也有它的身影，它也是2010年世界一級方程式錦標賽的安全車。
此外，奔驰在2011年的北美国际车展上展示了SLS AMG的清洁能源概念车“E-Cell”，搭载四个电机，马力达533匹，扭矩达880牛米。
2012年，奔驰推出了SLS AMG GT版，马力提升到591匹。百公里加速时间达到3.4秒。
2013年，奔驰推出“Black Series”特别版，马力提升到631匹，扭矩为635牛米，重量减轻了70千克。变速箱小幅调整。百公里加速时间达到3.4秒。同年推出了限量车型“SLS AMG Electric Drive”，与2011年的E-Cell一样搭载四个电机。马力和扭矩都达到了740匹和740牛顿米。
2014年，奔驰推出限量350辆的“Final Edition”，引擎盖采用了碳纤维设计。可选AMG的多个配件。

## 外部連結
- Offical website of the Mercedes-Benz SLS AMG
- Mercedes-Benz SLS AMG 徹底研究－U-CAR 徹底研究 （页面存档备份，存于）